# Roksana Węgiel (album)
Roksana Węgiel – debiutancki album studyjny polskiej piosenkarki Roksany Węgiel. Został wydany 7 czerwca 2019 roku przez Universal Music Polska. Początkowo album miał nazywać się „Roxie”. Nominacja do Fryderyka 2020 w kategorii Album Roku Pop dla wersji albumu Deluxe.

## Informacje o albumie
Debiutancka płyta piosenkarki została wydana 7 czerwca 2019 roku. Album został wydany w specjalnej edycji. Na krążku pojawiły się takie single jak między innymi „Żyj”, „Anyone I Want to Be”, „Nie zmienisz mnie”, „Lay Low” czy „Obiecuję”. Pierwotnie datą premiery albumu miał być 10 maja 2019, lecz później podano informację o przeniesieniu daty premiery na 7 czerwca 2019. 31 maja wokalistka ujawniła oficjalną tracklistę płyty na swoim kanale YouTube. Album uplasował się na 3 miejscu oficjalnej listy sprzedaży detalicznej polskiego Związku Producentów Audio-Video – OLiS.  Aby promować album Roksana Węgiel wyruszyła w swoją pierwszą trasę koncertową The X Tour Roxie.
Album 2 miesiące po premierze osiągnął status złotej płyty w Polsce, a 15 listopada tego samego roku wydana została wersja Deluxe albumu. 4 lutego 2020 podczas gali Bestselery Empiku 2019 Roksana odebrała platynową płytę za swój debiutancki album.

## Lista utworów
Edycja standardowa
| Lp. | Tytuł                                              | Muzyka i słowa                                                                                    | Czas |
| --- | -------------------------------------------------- | ------------------------------------------------------------------------------------------------- | ---- |
| 1   | „Anyone I Want to Be”                              | Maegan Cottone, Nathan Duvall, Cutfather, Peter Wallevik, Daniel Davidsen, Lanberry, Patryk Kumór | 2:58 |
| 2   | „Żyj”                                              | Juliusz Kamil                                                                                     | 3:10 |
| 3   | „Bunt”                                             | Dominic Buczkowski-Wojtaszek, Juliusz Kamil, Amber Van Day                                        | 2:52 |
| 4   | „Gra”                                              | Juliusz Kamil, Michał Pietrzak, Amy Kirkpatrick                                                   | 2:48 |
| 5   | „Nie zmienisz mnie”                                | Juliusz Kamil, Michał Pietrzak                                                                    | 3:29 |
| 6   | „Obiecuję”                                         | Michał Pietrzak, Lanberry, Juliusz Kamil                                                          | 3:11 |
| 7   | „Lay Low”                                          | Steven Manovski, Sarah Manovski, Haula Nakakembo, Zoe Hedderwick                                  | 2:46 |
| 8   | „Potrafisz”                                        | Clara Mae, Cassandra Ströberg, George Tizzard, Rick Parkhouse, James Bird, Juliusz Kamil          | 3:15 |
| 9   | „Dobrze jest, jak jest”                            | Ed Drewett, Ella Henderson, Mich Hansen, Daniel Mirza, Patryk Kumór                               | 2:57 |
| 10  | „Że to nie to”                                     | Juliusz Kamil, Michał Pietrzak                                                                    | 3:43 |
| 11  | „Nie zmienisz mnie” z Danielem Yastremskim (Bonus) | Juliusz Kamil, Michał Pietrzak                                                                    | 3:28 |
| 12  | „Żyj (wersja akustyczna)” (Bonus)                  | Juliusz Kamil                                                                                     | 3:01 |
| 13  | „Demony / Nowy Dzień”                              | Juliusz Kamil, Wojciech Gruszczyński, Michał Pietrzak                                             | 6:19 |

Edycja deluxe
| Lp. | Tytuł              | Muzyka i słowa                                        | Czas |
| --- | ------------------ | ----------------------------------------------------- | ---- |
| 14  | „MVP”              | Jenson Vaughan, Sarah Raba, Steven Manovski, TS Graye | 3:09 |
| 15  | „True”             | Meagan Cottone, Steven Manovski                       | 3:20 |
| 16  | „Half Of My Heart” | sanah, Thomas Martin Leithead-Docherty                | 3:04 |
| 17  | „Cisza”            | Juliusz Kamil, Lanberry, Patryk Kumór                 | 2:53 |

## Certyfikaty i notowania

### Notowania

#### Tygodniowe
| Lista (2019)  | Najwyższa pozycja | Źr.   |
| ------------- | ----------------- | ----- |
| Polska (OLIS) | 3                 | [ 8 ] |

#### Roczne
| Lista (2019)                                    | Najwyższa pozycja | Źr.   |
| ----------------------------------------------- | ----------------- | ----- |
| Polska (OLIS Top 100 albumów)                   | 19                | [ 9 ] |
| Polska (OLIS Top 20 – albumy polskich artystów) | 15                | [ 9 ] |

### Certyfikaty
| Kraj          | Certyfikat | Sprzedaż | Data       | Źr.    |
| ------------- | ---------- | -------- | ---------- | ------ |
| Polska (ZPAV) | złoto      | 15 000+  | 21.08.2019 | [ 6 ]  |
| Polska (ZPAV) | platyna    | 30 000+  | 04.03.2020 | [ 10 ] |